# Krailas Kraingkrai
 (mai 2019).
Krailas Kraingkrai (ไกรลาศ เกรียงไกร / Krailat Kriengkrai / Krailad Kriangkrai), né le 30 novembre 1950, est un acteur thaïlandais. Il a joué dans près de 50 films.

## Filmographie
- 1978 : Angel of Bar 21
- 1987 : The Elephant Keeper